# آبلاردو مونتالو
آبلاردو مونتالو آلوار (به اسپانیایی: Abelardo Montalvo Alvear) (زادهٔ ۱۳ مارس ۱۸۷۶ – درگذشتهٔ ۱ دسامبر ۱۹۵۰) یک سیاستمدار اهل اکوادور بود. وی از ۱۹ اکتبر ۱۹۳۳ تا ۳۱ اوت ۱۹۳۴ رئیس‌جمهور این کشور بود.